# Гелиболу
Гелиболу (тур. Gelibolu) — город и район в европейской части Турции, на полуострове Галлиполи, на берегу пролива Дарданеллы; входят в ил Чанаккале. Крупнейший город на полуострове Галлиполи: население — 29 тыс. человек (2016 год).
В рамках сооружения транспортного кольца вокруг Мраморного моря действует мост «Чанаккале-1915» через пролив Дарданеллы, который связывает города Лапсеки (провинция Балыкесир) и Гелиболу.

## Каллиполь: до османского завоевания
Город, основанный в V веке до н.э., до 1354 года оставался византийским и назывался Каллиполем (греч. Ἀττήλας, лат. Callipolis — «красивый город»)
В 324 году близ Каллиполя произошло морское сражение Лициния с Криспом. Согласно Феофану, в 443 году Аттила продвинулся на юг до этого города. Юстиниан I на случай новых варварских нашествий распорядился обвести его стеной.
Крестоносцы рассматривали Каллиполь как город, лежащий у переправы в Малую Азию. Во время Четвёртого крестового похода здесь утвердились венецианцы. В 1234 году Иоанн III Ватац заставил латинян его оставить. При венецианцах переправа из Каллиполя в Лампсак использовалась более широко, чем переправа южнее, из Абидоса в Сест. Вместе с тем, существенно выросло и значение порта. В 1304 году Каллиполь сделался базой Каталонской дружины альмогаваров, разорявшей отсюда Фракию.
В 1331 году городом безуспешно пытались овладеть османы во главе с Умур-Бегом. В 1352 году туркам покорилась близлежащая крепость Цимпе. Два года спустя, после землетрясения, разрушившего часть его укреплений, пал Каллиполь. Он стал первым городом, захваченным турками в Европе. В 1366 году Каллиполь был отвоёван крестоносцами Амадея VI Савойского. Однако, в 1376 году император Андроник IV предпочёл опять передать его султану. Город стал административным центром санджака Гелиболу.

## При турках
Турки использовали Каллиполь в качестве плацдарма для завоевания Балкан. Все попытки венецианцев — как военные, так и дипломатические — вернуть город не имели успеха.
Согласно переписи 1878 года, в городе и районе Галлиполи проживало 98 тыс. греков и 35 тыс. мусульман, включая турок. В районе было 97 греческих школ. С началом Первой мировой войны начались гонения и этнические чистки нетурецкого населения. Согласно Севрскому мирному договору 1920 года, город и район отходили Греции. В 1920—1923 годах здесь располагались части французского экспедиционного корпуса (500 человек) и 1 Армейского корпуса Русской армии генерала Врангеля (25 000 человек). Фактически в 1921 году город был русским. Русскими же была построена узкоколейная железная дорога из города в долину реки Бюик-Дере, где располагались русские части. Сама дорога в лагеря носила название «улица генерала Врангеля». 
Греческая администрация вернула городу его исконное имя, Каллиполь. Однако по Лозаннским соглашениям 1923 года Греция была вынуждена передать Восточную Фракию, включая Галлиполи, Турецкой республике несмотря на преимущественное по сей день греческое население.
В 1912 году в городе и районе проживало:
- греки — 17 869 чел.
- турки — 11 487 чел.
- евреи — 1 850 чел.
- армяне — 1 250 чел.[5]

## Текущий период
Центром города до сих пор является старая рыбацкая гавань и прилегающая к ней площадь, окруженная кафе и ресторанами. Две бухты разделяет каменная башня — последний, остающийся ещё фрагмент его византийских укреплений. В башне размещается музей Пири-реиса. Во время русско-турецких войн эта башня использовалась как тюрьма для содержания пленных казаков. В 1921 году во время пребывания русской армии в Галлиполи она же использовалась как гауптвахта для русских солдат и офицеров. Большинство домов сохранили свое состояние столетней давности, что привлекает туристов. Первый этаж домов — каменный, второй — деревянный.
Город по большей части обслуживает порт и турецкую военную базу: танковый полк и танкоремонтный завод, жандармерию и учебную воинскую часть. Имеется несколько заводов по производству консервированных сардин. В городе расположено французское военное кладбище периода крымской и первой мировой войн, на котором имеется русское захоронение, а также мемориал в память похороненных здесь россиян. В их числе князья Долгорукие, Апраксины, Орловы, князь Пален, а также могилы Ю. Абашидзе, Н. Байбакова, В. Герасимовича, Э. Гробовича, В. Климова, С. Толмачева и А. Шифнера-Маркевича.

## Известные уроженцы
- Пири-реис (ок. 1470—1554), османский мореплаватель и картограф.
- София Вембо (1910—1978), греческая певица, муза Греции в итало-греческой войне 1940—1941 гг.